# Iossif Samuilowitsch Schklowski

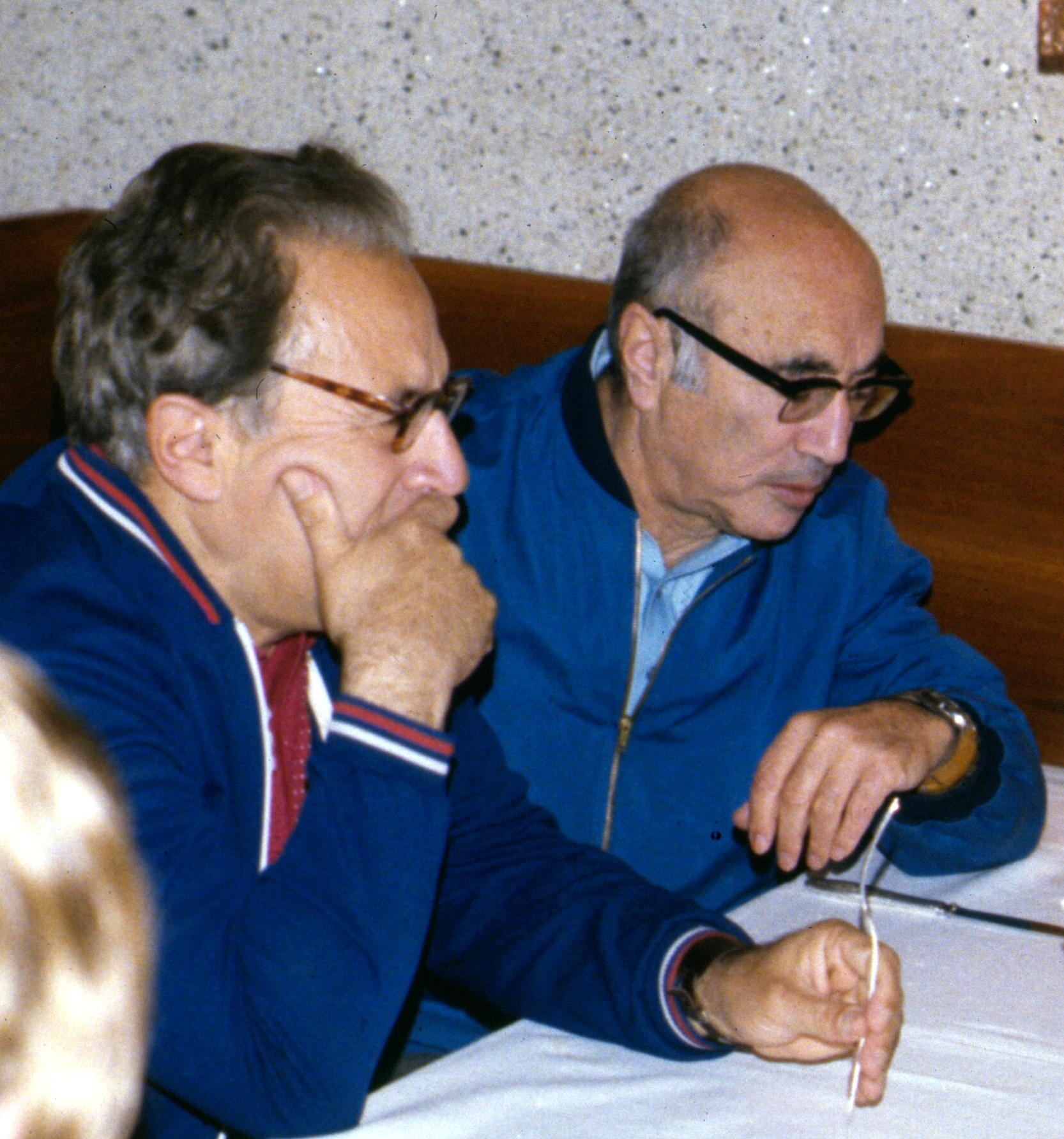
Josef S. Schklowski (links) und Jakow B. Seldowitsch (1977)

Iossif Samuilowitsch Schklowski (russisch Иосиф Самуилович Шкловский) oder I. S. Shklovskij, auch Josef Schklowski bzw. Iosif Shklovsky transkribiert, (* 18. Junijul. / 1. Juli 1916greg. in Hluchiw, Russisches Kaiserreich; † 3. März 1985 in Moskau) war ein sowjetischer Astronom und Astrophysiker.

## Leben
Josef S. Schklowski schloss 1938 sein Physikstudium an der Staatlichen Universität Moskau ab, bekam eine Aspirantur am Sternberg-Institut für Astronomie und verblieb dort nach deren Beendigung. 1943 verteidigte er seine Dissertation. Auf Grund seiner schlechten Augen war er vom Militärdienst freigestellt.
Sein Arbeitsgebiet war die theoretische Astrophysik; vor allem die Radioastronomie. 1953 wurde er am Sternberg-Institut Professor und Leiter der Abteilung Radioastronomie. Im gleichen Jahr schlug er vor, das blaue Leuchten des Zentrums des Krebsnebels durch Synchrotronstrahlung zu erklären. Für das Hydroxyl-Radikal sagte er dessen Mikrowellenstrahlung voraus.
Mit dem Beginn der Raumfahrt hatte Schklowski den Einfall, für die Navigation von Raumsonden einen „künstlichen Kometen“ zu erzeugen. Nach diesem von ihm entwickelten Konzept wurde bei den ersten Mondmissionen Lunik 1 und Lunik 2 jeweils eine Natriumwolke ausgestoßen. 1960 bekam er für diese Konzeption (за концепцию искусственной кометы) den Leninpreis verliehen.
Schklowski gilt unter anderem als Pionier in der Erforschung von SETI und war in den 1960er Jahren Mitorganisator der ersten Konferenzen am Byurakan-Observatorium über möglicherweise existierende extraterrestrische Zivilisationen.  1968 gründete Schklowski eine neue Abteilung am Institut für Kosmosforschung der Akademie der Wissenschaften der UdSSR. 1972 wurde er mit der Bruce Medal ausgezeichnet.
In späteren Jahren widmete er sich auch der Popularisierung der Wissenschaft und schrieb einige populärwissenschaftliche Bücher.
Nach Josef S. Schklowski wurde der Asteroid (2849) Shklovskij benannt. Seit 2017 wird von der Russischen Akademie der Wissenschaften der I.S.-Schklowski-Preis verliehen.

## Mitgliedschaften
1964 wurde er Mitglied der Royal Astronomical Society, 1966 korrespondierendes Mitglied der Akademie der Wissenschaften der UdSSR und 1967 Mitglied der American Academy of Arts and Sciences. 
1973 wurde Schklowski in die National Academy of Sciences und in die Royal Astronomical Society of Canada gewählt.

## Veröffentlichungen (Auswahl)
- Cosmic Radio Waves. Harvard University Press, Cambridge 1960
- Вселенная, жизнь, разум. USSR Academy of Sciences Publisher, Moscú 1962
- Physics of the Solar Corona. Pergamon Press, Oxford 1965
- Supernovae. Wiley, New York 1968
- Stars: Their Birth, Life, Death. San Francisco 1978, ISBN 0-7167-0024-7
- Five Billion Vodka Bottles to the Moon: Tales of a Soviet Scientist, W.W. Norton & Company, 1991.
- mit Carl Sagan: Intelligent life in the universe. Holden-Day, San Francisco 1966.